# Litsea mekongensis
Litsea mekongensis är en lagerväxtart som beskrevs av Paul Lecomte. Litsea mekongensis ingår i släktet Litsea och familjen lagerväxter. Inga underarter finns listade i Catalogue of Life.